# Araklı

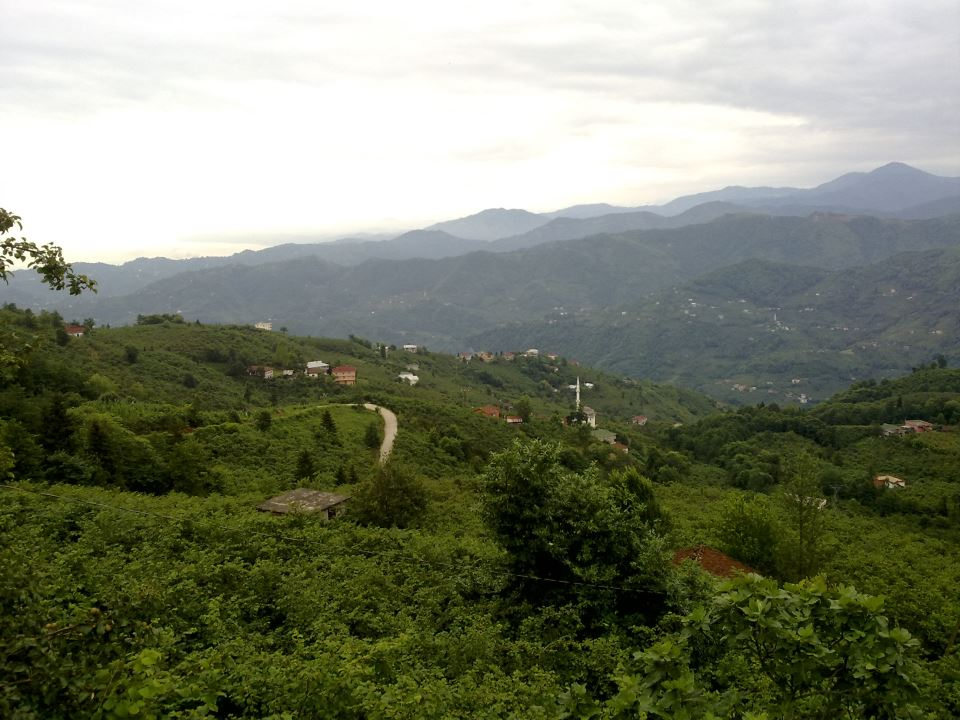
Araklı Birlik

Araklı ist eine türkische Küstenstadt am Schwarzen Meer im gleichnamigen Landkreis der Provinz Trabzon und gleichzeitig eine Gemeinde der 2012 geschaffenen Büyükşehir belediyesi Trabzon (Großstadtgemeinde/Metropolprovinz Trabzon). Seit der Gebietsreform 2013 ist die Gemeinde flächen- und einwohnermäßig identisch mit dem Landkreis. Die Stadt liegt ca. 30 km östlich der Provinzhauptstadt Trabzon an der Mündung des Flusses Karadere und grenzt im Süden an die Provinz Gümüşhane.
Der Kreis bestand bis Ende 2012 neben der Kreisstadt aus drei weiteren Stadtgemeinden (Belediye): Çankaya, Erenler und Yeşilyurt. Außerdem gehörten noch 42 Dörfer (Köy) zum Kreis. Im Zuge der Verwaltungsreform von 2013 wurden diese drei Gemeinden und die Dörfer in Mahalle überführt, sodass deren Zahl von 12 auf 50 stieg. Den Mahalle steht ein Muhtar als oberster Beamter vor. Ende 2020 betrug die durchschnittliche Einwohnerzahl jedes Mahalle 975 Einwohner, der zentrale Stadtbezirk (Merkez Mahalle) war mit 13.680 Einw. der bevölkerungsreichste.
In Araklı ist seit seiner Gründung im Jahr 1961 der Fußballverein Araklıspor beheimatet, der aktuell (Saison 2013/14) in der regionalen Amateurliga spielt.

## Persönlichkeiten
- Taner Demirbaş (* 1978), türkischer Fußballspieler und -trainer
- İbrahim Şahin (* 1984), türkischer Fußballspieler
- Hakan Vural Koçaslan (* 1986), türkischer Fußballspieler
- Abdulaziz Solmaz (* 1988), türkischer Fußballspieler
- Gökhan Alsan (* 1990), türkischer Fußballspieler
- Muhammet Demir (* 1992), türkischer Fußballspieler
- Muhammet Besir (* 1997), türkischer Fußballspieler
- Ali Şahin Yılmaz (* 2004), türkischer Fußballspieler